# Kobieta jest kobietą
Kobieta jest kobietą (fr. Une femme est une femme) – francuski film komediowy z 1961 roku w reżyserii Jean-Luca Godarda z Anną Kariną, Jean-Claude’em Brialym i Jean-Paulem Belmondo w rolach głównych. Zdjęcia kręcono w Paryżu.
Film jest trzecim pełnometrażowym dziełem Godarda i gatunkowo stanowi nowofalowy pastisz musicalu z elementami komedii i melodramatu. Fabularnie opowiada o striptizerce Angeli, jej relacjach z mężczyznami i pragnieniach macierzyńskich.
Premiera Kobieta jest kobietą odbyła się podczas 11. edycji Międzynarodowego Festiwalu Filmowego w Berlinie (1961), gdzie Anna Karina nagrodzona została aktorskim Srebrnym Niedźwiedziem. We francuskich kinach film pokazano po raz pierwszy 6 września 1961.

## Zarys fabuły
Główną bohaterką filmu jest pracująca jako striptizerka Angela. Fabuła filmu skupia się wokół jej relacji z mężem Émile oraz adoratorem Alfredem. Bohaterka filmu przeżywa kryzys egzystencjalny; pragnie zostać matką, ale nie dogaduje się w tej kwestii z mężem, nie wie także, czy przyjąć zaloty Alfreda, który mógłby zaspokoić jej marzenia o macierzyństwie. Kobieta wikła się w romans, ale nadal nie jest pewna swoich uczuć i pogłębia się w beznadziei.

## Obsada
Na podstawie:
- Anna Karina jako Angela Récamier
- Jean-Claude Brialy jako Émile Récamier
- Jean-Paul Belmondo jako Alfred Lubitsch
- Marie Dubois jako przyjaciółka Angeli (niewymieniona w czołówce)
- Catherine Demongeot jako Zazie (niewymieniona w czołówce)
- Nicole Paquin jako Suzanne (niewymieniona w czołówce)
- Ernest Menzer jako właściciel baru (niewymieniony w czołówce)
- Jeanne Moreau jako ona sama; kobieta w barze (niewymieniona w czołówce)

## Produkcja
Kobieta jest kobietą był pierwszym filmem Godarda nakręconym w kolorze, na kamerze Cinemascope, a także pierwszym pełnometrażowym dziełem reżysera, w którym wystąpiła jego ówczesna żona Anna Karina. Godard dał wolną rękę aktorom w budowaniu scen, w pewnym stopniu film był więc improwizowany. Karina dobrze wspominała współpracę ze swoim mężem, jednak na okres produkcji nałożyła się tragedia małżeńska. W trakcie kręcenia filmu Karina zaszła w ciążę, którą starała się ukrywać. Ostatecznie poroniła, w wyniku czego popadła w depresję.
Godard zamierzał stworzyć musical wzorowany na hollywoodzkim, jednakże w swoim filmie zawarł parodystyczne gagi oraz nawiązania do innych filmów kojarzonych z Nową Falą. Jean-Paul Belmondo dokonał w Kobiecie, która jest kobietą repryzy swojej roli z Do utraty tchu, fabularnego debiutu Godarda. W epizodycznej roli wystąpiła również Jeanne Moreau, wobec której pada w filmie pytanie o pracę nad filmem Jules i Jim François Truffauta.

## Odbiór filmu
Po premierze na festiwalu filmowym w Berlinie opinie na temat Kobiety, która jest kobietą nie były pochlebne; część krytyków nazwała film „zimnym i nihilistycznym”; „Variety” zarzuciło ponadto reżyserowi przeładowanie filmu nawiązaniami do amerykańskich musicali oraz niechlujność wykonania. Roger Ebert zauważył, że film Godarda w istocie nie jest musicalem i z pogardą traktuje muzykę, systematycznie ją przerywając w pełnym biegu. Niepochlebnie oceniany był również sposób, w jaki została potraktowana płeć żeńska; krytyk Tom Milne określił film Kobieta jest kobietą mianem „reductio ad absurdum czynnika żeńskiego”. Doceniona została jednak żywiołowa kreacja Anny Kariny, co zaowocowało przyznaniem jej Srebrnego Niedźwiedzia dla najlepszej aktorki.
Pomimo wspomnianych uwag recenzentów, Kobieta jest kobietą współcześnie figuruje wśród najważniejszych filmów Godarda. Portal Nerdist umieścił ją na liście siedmiu najbardziej wpływowych dzieł reżysera. Konsensus opracowany przez Rotten Tomatoes, zawierający 26 pozytywnych i 4 negatywne recenzje amerykańskie, opisuje film jako „prześmiewczy, niezwykły hołd Godarda dla musicalu”. Alice Simkins potraktowała ponadto film Godarda jako jeden z najlepszych filmowych portretów kobiecej natury. Tacy reżyserzy, jak Claude Chabrol oraz Albert Maysles, uznali Kobietę, która jest kobietą za jeden ze swoich ulubionych filmów.